# ゆしん
ゆしん（1989年7月25日 - ）は、日本のタレント。女装家。

## 経歴
神奈川県横浜市生まれ、大阪府東大阪市育ち。18歳のときに好きな女性との失恋が原因で遅咲きのオネェとしてデビューをする。この後にタレントのはるな愛のイベントに参加し、「同性愛を隠す必要はない」とアドバイスされたことが大きく影響を与えたと語っている。
2012年4月4日よりTVK「ありがとッ」でレギュラーコーナーが始まり、3年間続く。同年、エイベックス・マネジメントと契約。同事務所にとって初めてとなるオネェタレントとして注目を浴びる。以降、テレビ朝日「ロンドンハーツ」で可愛すぎるオネエとして全国放送デビューを果たし、「深イイ話」「今夜くらべてみました」「ダウンタウンDX」など数々のバラエティ番組で活躍。また、スキンケアブランド「Joteki」やフレグランスブランド「YUSHIN」をプロデュース。
2020年2月、エイベックス・マネジメントを退社。JDPへ移籍。同年4月4日のオネエの日にオネエシスターズを結成。

## 出演

### バラエティ
- テレビ神奈川
  - ありがとッ
- 日本テレビ
  - 人生が変わる1分間の深イイ話
  - 今夜くらべてみました
  - メレンゲの気持ち
  - 浜ちゃんが!
  - ダウンタウンDX
  - スクール革命!
  - 有吉反省会
  - ナカイの窓
  - 好きになった人15
  - グラフクラブ
- フジテレビ
  - ペケポンプラス
  - VS嵐
  - おネェ活なんですって!?
  - キテレツ人生何でこうなった!?
- TBS
  - 白熱ライブビビット
  - オールスター感謝祭
  - 旅ずきんちゃん
- テレビ朝日
  - ロンドンハーツ
  - 『ぷっ』すま
- 関西テレビ
  - 村上マヨネーズのツッコませて頂きます!
  - 胸いっぱいサミット
- テレビ東京
  - 乃木坂工事中
- 中京テレビ
  - ビックラコイタ箱
- BS朝日
  - オタ恋
  - ハラホリ
- BS-TBS
  - 焼肉女子会&MORE
- LINE
  - さしめし
  - エッヂガール
- AbemaTV
  - オネエ×イケメン 生合コン
  - Ayu fan meeting by AWA
  - 失恋歌謡祭
- ケーブルテレビ
  - 全日本ジモLOVEマップ

### イベント
- Girls Summer Festival by GirlsAward メインMC
- トークショー・握手会（ボートレース福岡）
- イトーヨーカドー浴衣ファッションショー MC
- E-girlsファンクラブイベント MC
- ニコニコ超会議  ゲスト出演
- 第12回東京ボーイズコレクション メインMC
- avexスペシャルライブ×CLUB NRT BAGGAGE メインMC

### ラジオ
- TOKYOFM
  - 鈴木おさむのよんぱち
- SORA×NIWA
  - ほにんとに私らでええのんかしら
- SORA×NIWA
  - もたこって呼んでください
- FM NACK5
  - ラジオのアナ
- 渋谷クロスFM
  - バズラジ

### ドラマ
- 日本テレビ
  - もみ消して冬

### ミュージックビデオ
- 2014年3月18日 TETSUYA KOMURO（小室哲哉） / EDM TOKYO 2014 feat. KOJI TAMAKI（玉置浩二）

### 雑誌
- AneCan（2016年2月号）

### ネットメディア
- ワイキュー（2019年7月28日・9月8日）

## 歌手活動
- デジタル配信
  - 「裸 〜Nude〜」2019年9月25日（歌手デビュー作品、Vo Vo Tau 1st.シングルのカバー）

## 受賞歴
- ミスインターナショナルクイーンジャパン
  - 2019年 - 特別賞
  - 2020年 - 3位・特別賞